# Šargebergte
Het Šargebergte ligt op de grens van Kosovo en Noord-Macedonië. Met zijn 2748 meter is de Titov Vrv de hoogste berg. Een andere piek is de Ljuboten met 2498 meter. Het gebergte wordt in het westen begrensd door de vallei van de Zwarte en de Witte Drin en in het zuidoosten door de vallei van de Vardar. Het gebied wordt beschermd (sinds 1986) door het Kosovaarse Nationaal park Sharri en (sinds 2021) het Macedonische Nationaal park Šar Planina.

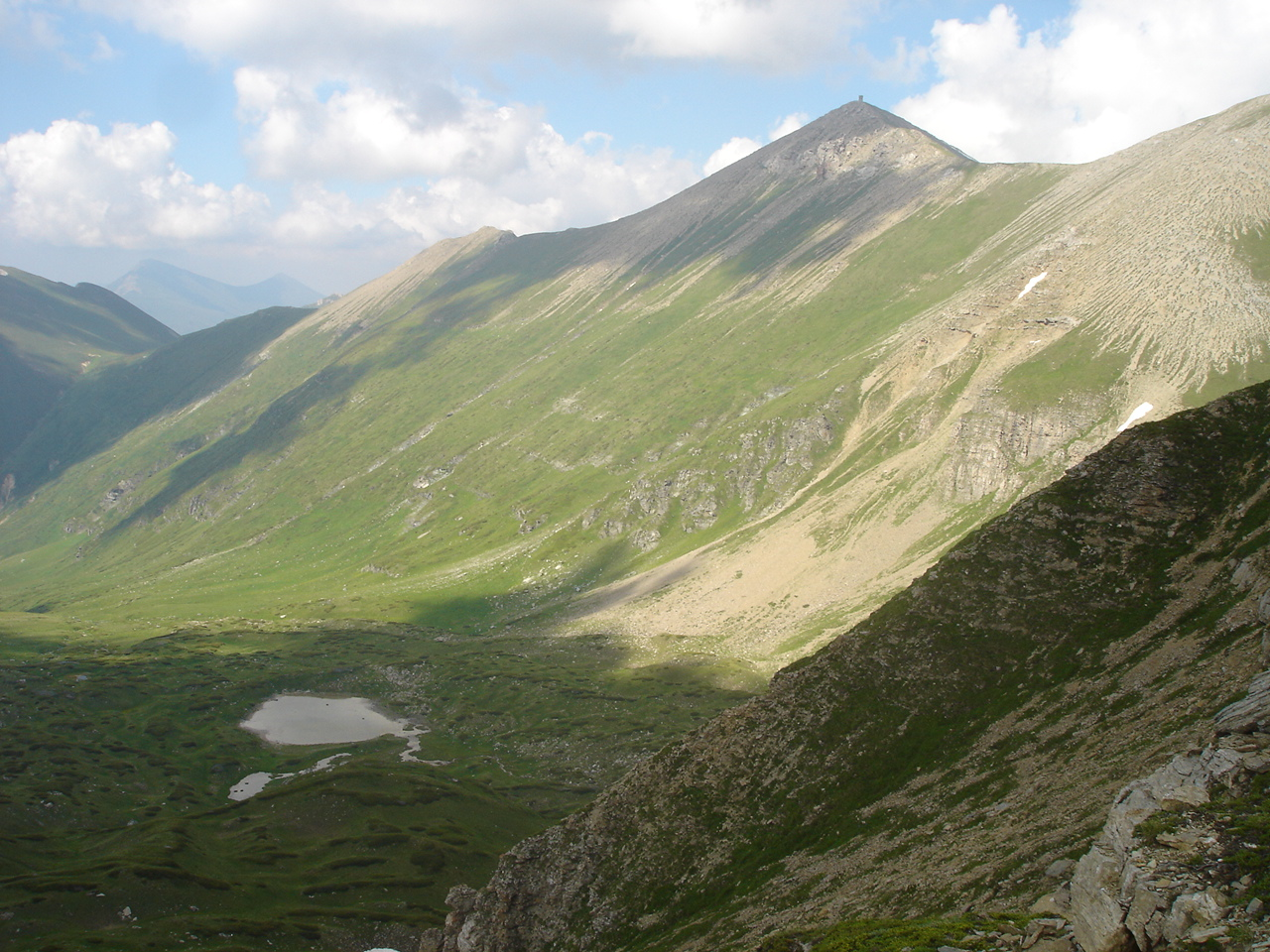
Titov Vrv en het Krivoshija-meer